# Walton Eller
Walton «Glenn» Eller (n. Houston, Texas, 6 de enero de 1982) es un tirador olímpico estadounidense. Representó tres veces a Estados Unidos en las olimpiadas (2000, 2004, 2008). En los Juegos Olímpicos de Pekín 2008, él ganó una medalla de oro en la modalidad de doble trap en tiro.
En 1996, Glenn fue el primer estadounidense en ganar el título del Abierto Británico Junior, y en 1994, él ganó el Campeonato Nacional de Natación Junior. Glenn Eller es un especialista en la Fuerza Armada de los Estados Unidos. Glenn es parte del Army Marksmanship Unit, estacionada en Ft. Benning.